# 褚益民
褚 益民（ちょ えきみん、1953年7月 - ）は、中華人民共和国の軍人。南京軍区政治委員、瀋陽軍区政治委員として軍思想統制の要職を歴任。階級は上将。

## 経歴
1953年7月、江蘇省南通市如皋市に生まれる。1973年12月、中国共産党に入党。
2003年7月、少将の階級を授与される。同年12月、新疆軍区政治部主任に任命。2005年11月、第47集団軍政治委員。2006年12月、南京軍区政治委員に任命。
2007年10月、第17回共産党大会において党中央委員会候補委員に選出。2008年7月、中将に昇格。2010年12月、瀋陽軍区政治委員に転任。
2012年11月、第18回党大会において党中央委員会委員に選出。2014年7月、上将に昇格した。